# Park Jaesam
Bak Jae-sam (ou Pak Chaesam, Pak Chae-Sam ; hangeul : 박재삼), né le 10 avril 1933 dans la préfecture de Tokyo et mort le 8 juin 1997, est un écrivain sud-coréen. 

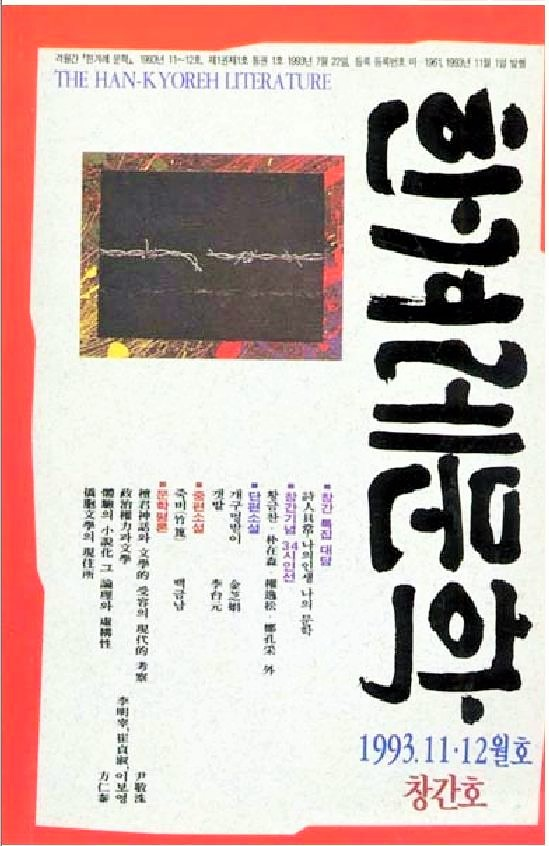
The Han Kyoreh Literature)

## Biographie
Bak Jae-sam est né le 10 avril 1933 au Japon. Il fut étudiant de l'université Korea, mais abandonna rapidement ses études. Il a travaillé comme journaliste pour le journal Daehan-Ilbo et en tant que rédacteur pour le journal Hyundai Munhak-sa. 
En 1957, il remporte le Prix de littérature contemporaine (Hyundae Munhak). Durant les années 1960, il fut membre du club littéraire Sahwajip (avec les écrivains Park Hui-jin, Sung Chan-gyeong, Park Seong-ryong, Lee Seong-gyo, Lee Chang-dae et Kang Wi-seok), et fut aussi secrétaire général de l'Association des poètes coréens. En 1976, il remporte le Prix de l'Association des poètes coréens.
Park est décédé le 8 juin 1997.

## Œuvre
Son premier poème publié est Dans l'eau de la rivière (Gangmureseo), poème qui a été publié dans la revu Littérature Contemporaine (Hyundae Munhak),  sur la recommandation de Seo Jeong-ju, en 1955. Durant la même année, son poème en forme de shijo, Providence (Seomni), fut publié sur la recommandation de Yoo Chi-wan dans la revue Providence. 
L'Institut coréen de traduction littérature (LTI of Korea) présente son  oeuvtre de cette manière : 
La poésie de Bak Jae-sam, à la différence des écrivains réalistes et modernistes des années 1950, exprime la beauté éternelle et fragile de la nature et la dignité des gens ordinaires par l'intermédiaire des paroles et des chansons traditionnelles coréennes. Cependant, sa poésie n'est pas uniquement une nouvelle forme de la vieille école de la poésie attachée à la nature : s'il a utilisé les techniques classiques du sentimentalisme, il a aussi cherché à surmonter l'incompatibilité de l'homme avec la notion d'éternité de la nature en intégrant, plutôt que de les rejeter, les notions de pathétique et de nihilisme dans la vie des gens ordinaires comme un élément fondamental de l'humanité. Ainsi, cette poésie montre que les douleurs et les épreuves de la vie ne sont pas incompatibles avec la notion de beauté. Ses textes Le cœur de Chunhyang (Chunhyang-i ma-eum) et La rivière d'automne rougeoyant de lamentation (Ureumi taneun ga-eul gang) représentent idéalement son travail et sa célèbre versification célébrant la vie de tous les jours. Ses compositions lyriques, et même ses premiers poèmes, sont considérés comme une extension de la poésie traditionnelle coréenne, une expansion qui a maintenu une étroite affinité avec la compréhension du grand public tout en proposant de nouveaux modèles pour la compréhension de la psychologie humaine et de la relation entre l'homme et le monde naturel.

### Recueils de poèmes
- 춘향이 마음 Le cœur de Chunhyang (1962)
- 햇빛 속에서 Sous les rayons du soleil (1970)
- 천년의 바람 Le vent de mille ans (1975)
- 어린것들 옆에서 À côté des enfants (1976)
- 뜨거운 달 Une lune brûlante (1979)
- 비 듣는 가을나무 Arbres d'automne sous la pluie (1981)
- 추억에서 Dans les souvenirs (1983)
- 대관령 근처 Près de Daegwallyeong (1985)
- 찬란한 미지수 Un futur rayonnant (1986)
- 해와 달의 궤적 Les orbites du soleil et de la lune (1990)
- 꽃은 푸른 빛을 피하고 Une fleur d'une lumière bleue (1991)
- 박재삼 시 전작선집 Poèmes choisis de Park Chae-sam (1994)

### Essais
- 슬퍼서 아름다운 이야기 Une histoire triste et donc joyeuse (1977)
- 빛과 소리의 풀밭 Un pré de sons et de rayons de soleil (1978)
- 노래는 참말입니다 La chanson est la vérité (1980)
- 샛길의 유혹 La tentation du chemin de traverse (1982)
- 아름다운 현재의 다른 이름 Le bel autre nom du présent (1994)